# Чэнь Чжун
Чэнь Чжун (кит. упр. 陈中, пиньинь Chén Zhōng, р.22 ноября 1982) — китайская тхэквондистка, двукратная олимпийская чемпионка.
Чэнь Чжун родилась в 1982 году в Цзяоцзо провинции Хэнань. С 1995 года начала заниматься тхэквондо. В 1998 году завоевала бронзовые медали Азиатских игр и Чемпионата мира, в 2000 году стала чемпионкой Олимпийских игр в Сиднее, в 2001 стала обладательницей серебряной медали чемпионата мира и золотой медали кубка мира, в 2002 году опять завоевала золотую медаль кубка мира и выиграла серебряную медаль на Азиатских играх, в 2003 году на чемпионате мира завоевала лишь бронзовую медаль. В 2004 году Чэнь Чжун вновь стала олимпийской чемпионкой, в 2006 году завоевала золотую медаль Азиатских игр, а в 2007 году выиграла чемпионат мира.